# Црква - спомен костурница Успења Пресвете Богородице у Пецкој
Црква - спомен костурница Успења Пресвете Богородице у Пецкој и споменик изгинулим ратницима Друге моравске дивизије из Првог светског рата освећена је 17. октобра 1934. године. Представља непокретно културно добро као споменик културе од великог значаја.

## Историја
Црква-спомен костурница у Пецкој посвећена је Успењу Пресвете Богородице, подигнута је на имању браће Марковић, ратара из Царине. На овом месту било је гробље изгинулим ратницима из Првог светског рата припадника Друге моравске дивизије који су изгинули на Рожњу и околним положајима. У тим борбама погинуо је и Владислав Рибникар 1. септембра 1914. године и сахрањен са осталим ратницима. Гроб В. Рибникара налази се у црквеној порти.
У средишњем делу порте северно од храма налази се споменик подигнут у част палих ратника, који су есхумирани са места где се данас налази црква. Споменик је пирамидалног облика, зидан гранитом. На врху је постављена топовска граната а при дну мермерна плоча са натписом: "ДРУГОВИМА, МОРАВСКА ДИВИЗИЈА II ПОЗИВА, 15 СЕПТЕМБАР 1914." Изнад ове плоче налази се бронзани медаљон. Иницијативу за подизање храма дао је свештеник Тихомир Петровић, а подигнут је добротворним прилозима. Пројектну документацију радио је арх. Момир Коруновић. Цркву је зидао, према летопису, мајстор Мате Далматинац са дружином. Међу великим добротворима цркве налази се и Краљ Петар II Карађорђевић. У самом храму при улазу са северне и јужне стране налазе се крипте где је сахрањено 300-400 палих ратника. Са југозападне стране подигнута је звонара у којој се налази крипта са остацима око 200 ратника пренетих из Причевића и Става. Звонара је троспратна (прва два спрата зидана су каменом, а трећи опеком). Зидао ју је мајстор Милоје Томић из оближње Царине.

## Изглед цркве
Црква има основу у облику уписаног крста, сажетог типа, са куполом која почива на четири масивна пиластра. Купола је изнутра кружна, а споља осмострана са осам мањих издужених монофора. Грађевина има три апсиде: олтарску и две певничке северно и јужно до поткуполног простора. Поред ове три Коруновић је пројектовао и две неуобичајене апсиде које је сместио северно и јужно од улазног портала уз припрату. Оне су наменске, јер је у северној смештена костурница а у другој кадионица. Све апсиде су ниже у односу на зидове уз које су прислоњене. Поред централног дела, изнад кога се уздиже изузетно складно пројектована купола, грађевина има мању припрату и врло простран олтарски простор у коме се издвајају две засебне јединице правоугаоне основе : ђаконикон и проскомидија. Изнад припрате је мања галерија, урађена као дрвена монтажна конструкција која почива на два мања пиластра који су прислоњени уз западни зид припрате и на масивној дрвеној греди распетој између северног и јужног зида припрате.
Храм је засведен полуобличастим сводом. Зидови су омалтерисани, окречени у бело, а мање површине су живописане. Гледано споља црква има доста развијене фасадне површине. На западној страни истакнут је лучни трем са два масивна бетонска стуба. Трем се на предњој страни завршава плитком кружном нишом у којој је смештена фреска са ликом Исуса Христа. Западна фасада је решена једноставно са већим полукружним прозорским отвором и оштрим забатом. Кровни прекривач је решен на два начина: подужи крак крста покривен је фалцованим црепом, а остали делови крова бакарним лимом. Све апсидалне нише споља су петостране, а унутра полукружне, на њима су по три прозорска отвора. На наосу је по једна монофора. Црква има три портала: западни, главни, северни на северној певници и јужни на ђаконикону. Грађевина има камени сокл, а зидана је армираним бетоном који је малтерисан, а све је окречено тзв. „прсканом фасадом“ која је непримерена. Црква има иконостас са иконама. Преграду је урадио Тоша Ђокић предузимач из Царине, а иконе је насликао Стеван Чалић сликар из Шапца.

## Галерија
- Гроб Владислава Ф. Рибникара
- Иконостас
- Фреске
- Споменици